# Senonges
Senonges ist eine französische Gemeinde mit 133 Einwohnern (Stand: 1. Januar 2022) im Département Vosges der Region Grand Est. Sie gehört zum Arrondissement Neufchâteau und zum Kanton Darney. Die Bewohner werden Senongeois und Senongeoises genannt.

## Geografie

### Lage
Senonges liegt in Lothringen, etwa elf Kilometer südöstlich von Vittel und etwa 31 Kilometer westlich von Épinal. Knapp zwei Drittel der Fläche der Gemeinde werden landwirtschaftlich genutzt, der Waldanteil beträgt etwa ein Drittel.
Umgeben wird Senonges von den sechs Nachbargemeinden:

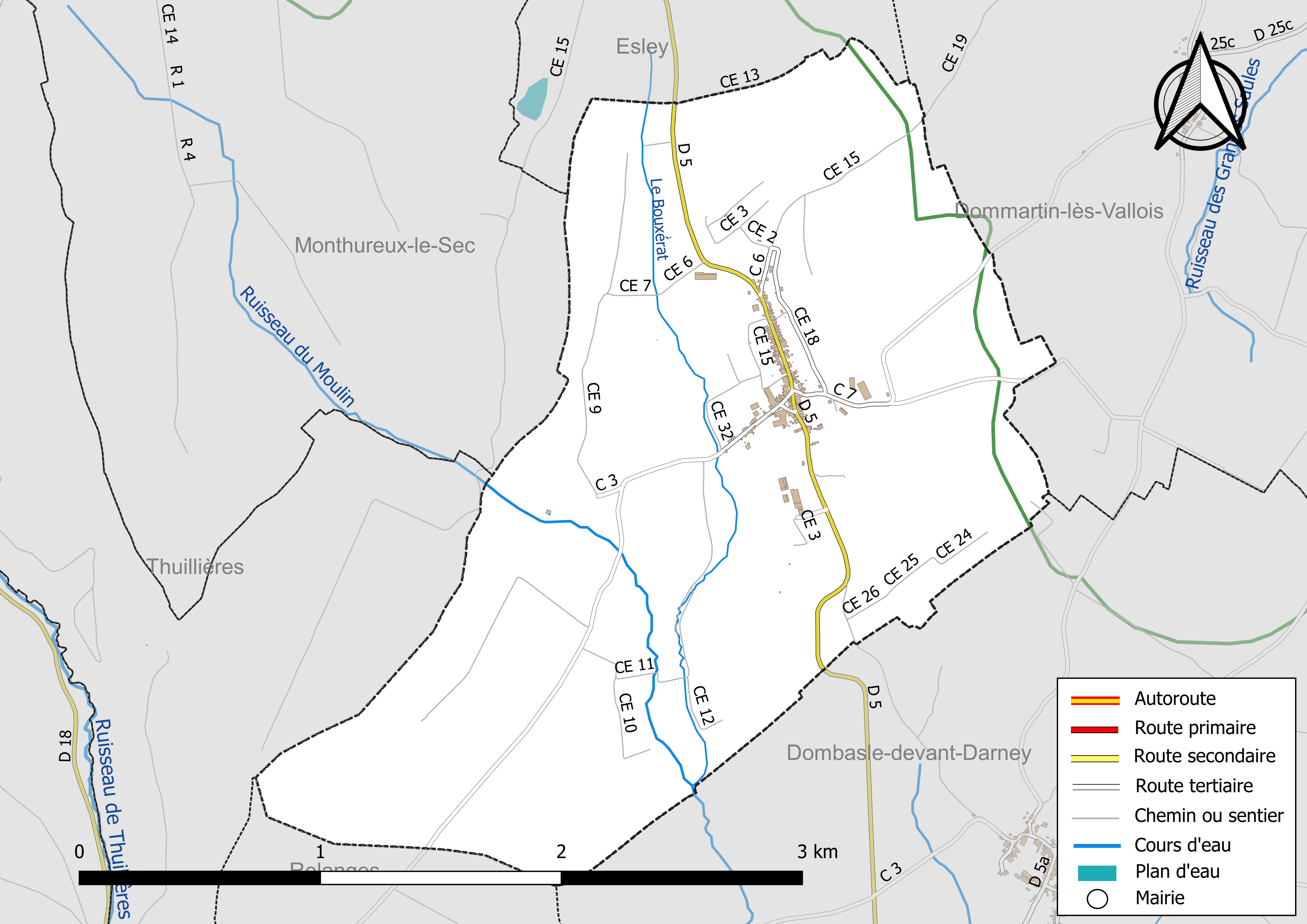
Gewässer und Straßen der Gemeinde

| Monthureux-le-Sec | Esley                                       | Dommartin-lès-Vallois  |
| Thuillières       | Kompassrose, die auf Nachbargemeinden zeigt |                        |
|                   | Relanges                                    | Dombasle-devant-Darney |

### Hydrografie
Die Gemeinde liegt im Einzugsgebiet der Rhone und wird vom Ruisseau du Moulin und vom Flüsschen Bouxérat durchquert.

## Bevölkerungsentwicklung
| Senonges: Einwohnerzahlen von 1793 bis 2016                                                                                | Senonges: Einwohnerzahlen von 1793 bis 2016 | Senonges: Einwohnerzahlen von 1793 bis 2016 | Senonges: Einwohnerzahlen von 1793 bis 2016 | Senonges: Einwohnerzahlen von 1793 bis 2016 |
| --- | ------------------------------------------- | ------------------------------------------- | ------------------------------------------- | ------------------------------------------- |
| Jahr |                                             |                                             |                                             | Einwohner                                   |
| 1793 | 1793                                        |                                             | 452                                         | 452                                         |
| 1800 | 1800                                        |                                             | 452                                         | 452                                         |
| 1806 | 1806                                        |                                             | 500                                         | 500                                         |
| 1821 | 1821                                        |                                             | 493                                         | 493                                         |
| 1831 | 1831                                        |                                             | 525                                         | 525                                         |
| 1836 | 1836                                        |                                             | 550                                         | 550                                         |
| 1841 | 1841                                        |                                             | 556                                         | 556                                         |
| 1846 | 1846                                        |                                             | 559                                         | 559                                         |
| 1856 | 1856                                        |                                             | 530                                         | 530                                         |
| 1861 | 1861                                        |                                             | 508                                         | 508                                         |
| 1866 | 1866                                        |                                             | 504                                         | 504                                         |
| 1876 | 1876                                        |                                             | 475                                         | 475                                         |
| 1881 | 1881                                        |                                             | 430                                         | 430                                         |
| 1886 | 1886                                        |                                             | 387                                         | 387                                         |
| 1891 | 1891                                        |                                             | 406                                         | 406                                         |
| 1896 | 1896                                        |                                             | 309                                         | 309                                         |
| 1901 | 1901                                        |                                             | 295                                         | 295                                         |
| 1906 | 1906                                        |                                             | 294                                         | 294                                         |
| 1911 | 1911                                        |                                             | 254                                         | 254                                         |
| 1921 | 1921                                        |                                             | 228                                         | 228                                         |
| 1926 | 1926                                        |                                             | 226                                         | 226                                         |
| 1931 | 1931                                        |                                             | 193                                         | 193                                         |
| 1936 | 1936                                        |                                             | 193                                         | 193                                         |
| 1946 | 1946                                        |                                             | 187                                         | 187                                         |
| 1954 | 1954                                        |                                             | 189                                         | 189                                         |
| 1962 | 1962                                        |                                             | 172                                         | 172                                         |
| 1968 | 1968                                        |                                             | 146                                         | 146                                         |
| 1975 | 1975                                        |                                             | 150                                         | 150                                         |
| 1982 | 1982                                        |                                             | 157                                         | 157                                         |
| 1990 | 1990                                        |                                             | 157                                         | 157                                         |
| 1999 | 1999                                        |                                             | 166                                         | 166                                         |
| 2006 | 2006                                        |                                             | 152                                         | 152                                         |
| 2011 | 2011                                        |                                             | 137                                         | 137                                         |
| 2016 | 2016                                        |                                             | 125                                         | 125                                         |
| Quelle(n): EHESS/Cassini bis 1999, INSEE ab 2006 Anmerkung(en): Ab 1962 offizielle Zahlen ohne Einwohner mit Zweitwohnsitz |                                             |                                             |                                             |                                             |

## Sehenswürdigkeiten
- Kirche Saint-Remy (Pietà als Monument historique geschützt)

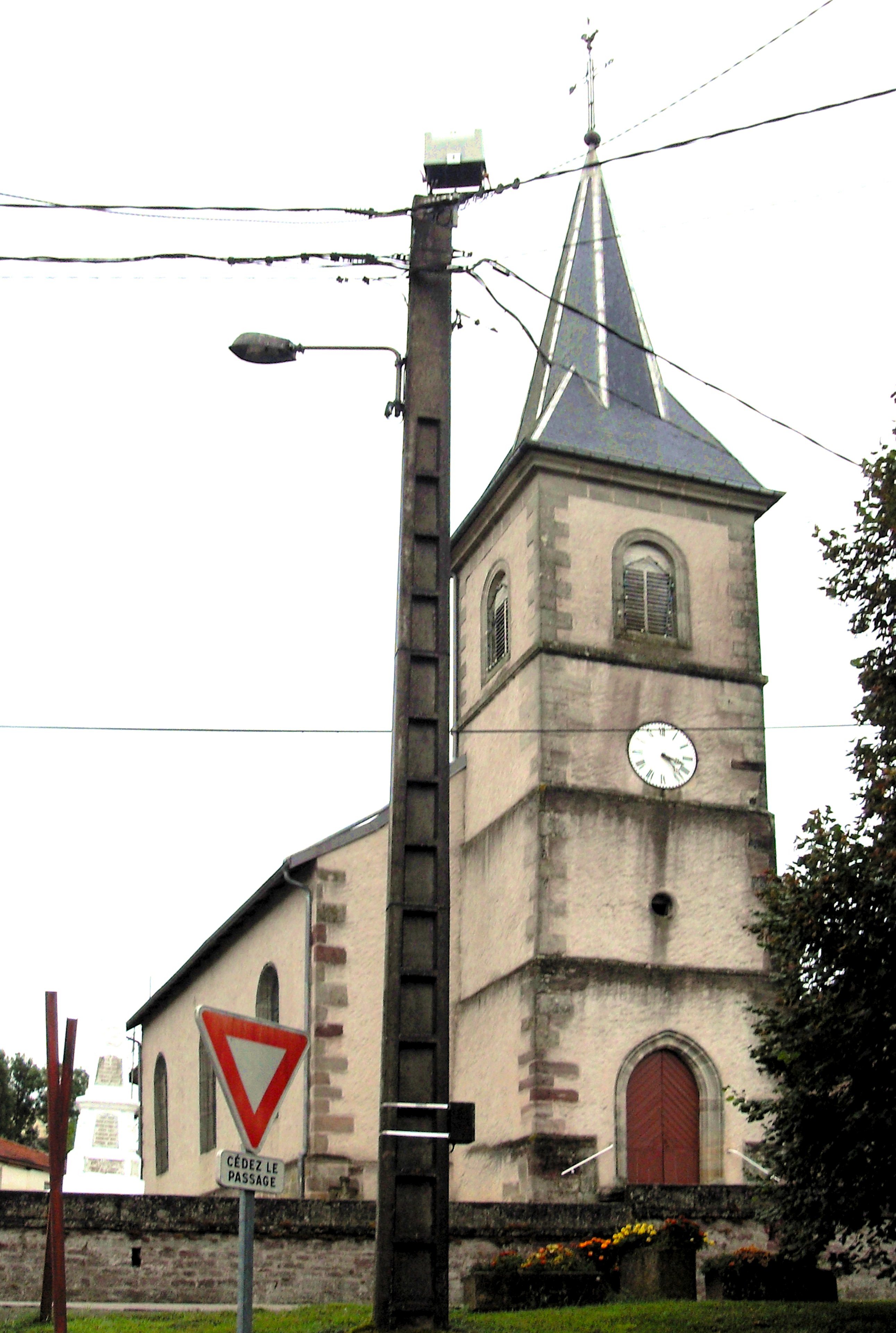
Kirche Saint-Remy
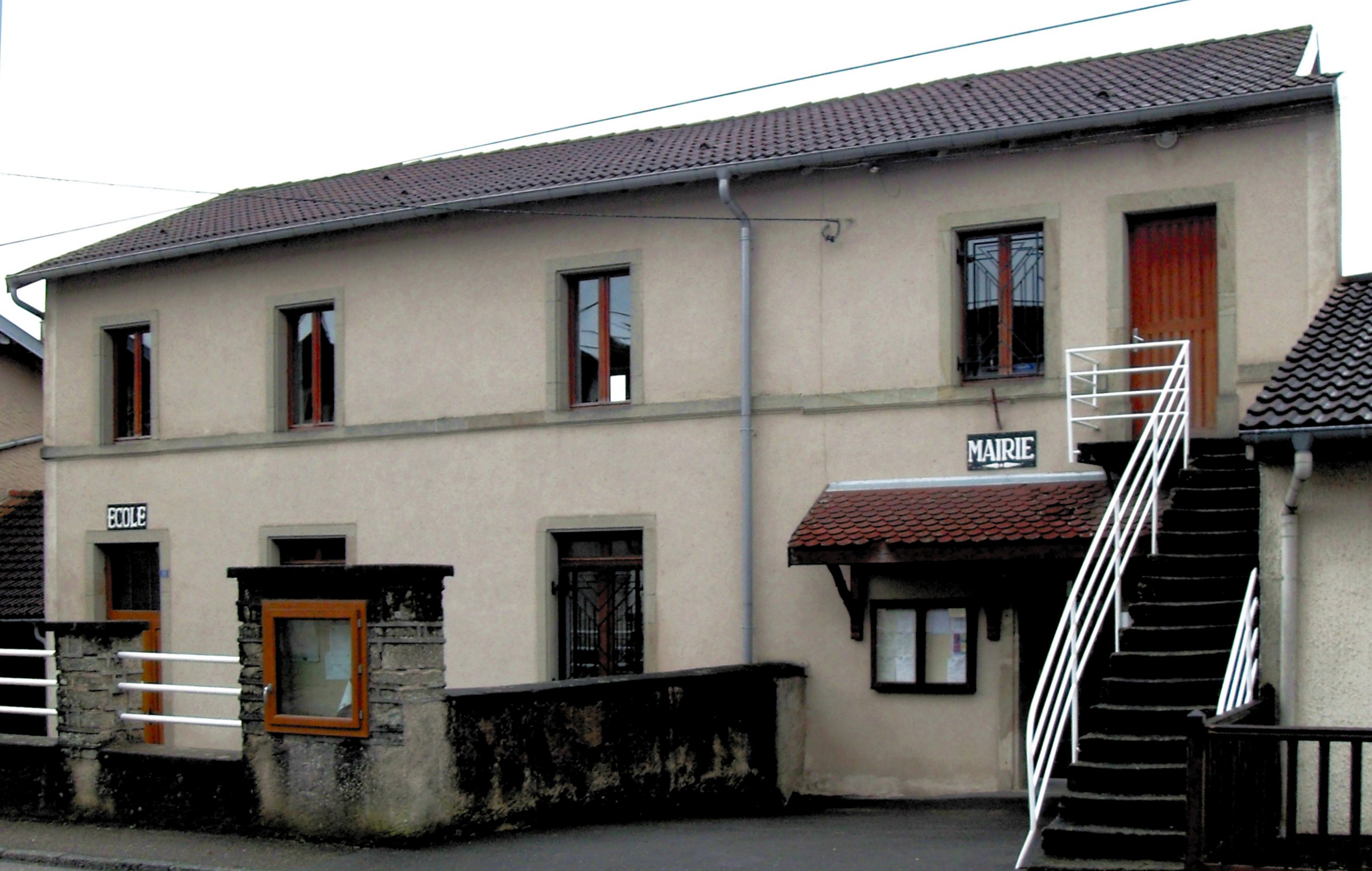
Bürgermeisteramt und Schulgebäude